# Worth County (Missouri)
Das Worth County ist ein County im US-amerikanischen Bundesstaat Missouri. Im Jahr 2020 hatte das County 1973 Einwohner und eine Bevölkerungsdichte von 2,9 Einwohnern pro Quadratkilometer. Der Verwaltungssitz (County Seat) ist Grant City, das nach dem Präsidenten Ulysses S. Grant benannt wurde.

## Geografie
Das County liegt im Nordwesten von Missouri, grenzt im Norden an Iowa und hat eine Fläche von 691 Quadratkilometern, wovon 1 Quadratkilometer Wasserfläche ist. An das Worth County grenzen folgende Nachbarcountys:
| Taylor County (Iowa) |               | Ringgold County (Iowa) |
| Nodaway County       |               | Harrison County        |
|                      | Gentry County |                        |

## Geschichte

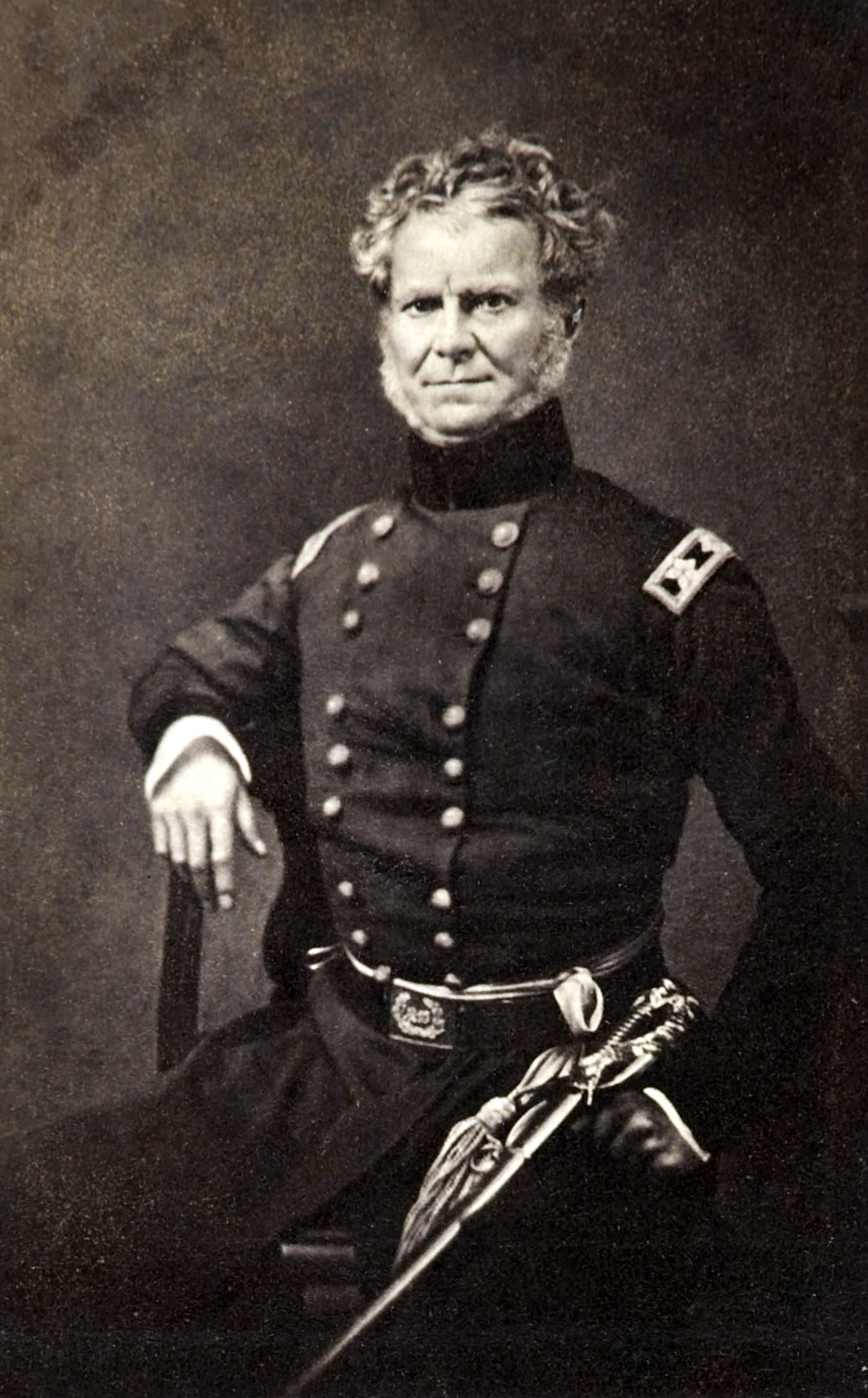
Worth

Das Worth County wurde 1861 gebildet. Benannt wurde es nach William J. Worth (1794–1849) einem General im Mexikanisch-Amerikanischen Krieg.

## Demografische Daten
Nach der Volkszählung im Jahr 2010 lebten im Worth County 2171 Menschen in 977 Haushalten. Die Bevölkerungsdichte betrug 3,1 Einwohner pro Quadratkilometer.
Ethnisch betrachtet setzte sich die Bevölkerung zusammen aus 97,7 Prozent Weißen, 0,6 Prozent Afroamerikanern, 0,2 Prozent amerikanischen Ureinwohnern, 0,3 Prozent Asiaten sowie aus anderen ethnischen Gruppen; 0,6 Prozent stammten von zwei oder mehr Ethnien ab. Unabhängig von der ethnischen Zugehörigkeit waren 1,1 Prozent der Bevölkerung spanischer oder lateinamerikanischer Abstammung.
In den 977 Haushalten lebten statistisch je 2,18 Personen.
20,5 Prozent der Bevölkerung waren unter 18 Jahre alt, 55,8 Prozent waren zwischen 18 und 64 und 23,7 Prozent waren 65 Jahre oder älter. 50,9 Prozent der Bevölkerung war weiblich.

Das jährliche Durchschnittseinkommen eines Haushalts lag bei 38.220 USD. Das Prokopfeinkommen betrug 18.229 USD. 16,2 Prozent der Einwohner lebten unterhalb der Armutsgrenze.

## Ortschaften im Worth County
| Citys - Allendale - Grant City - Sheridan | Villages - Denver - Irena - Worth |

Unincorporated Communities
- Isadora
- Oxford

## Gliederung
Das Worth County ist in sechs Townships eingeteilt:
| Township            | Einwohner (2010) | FIPS     |
| ------------------- | ---------------- | -------- |
| Allen Township      | 165              | 29-00694 |
| Fletchall Township  | 1072             | 29-24616 |
| Greene Township     | 120              | 29-29188 |
| Middlefork Township | 201              | 29-47828 |
| Smith Township      | 153              | 29-68348 |
| Union Township      | 460              | 29-75076 |